# Julie K. Brown
Julie K. Brown (Filadélfia, 1961/62) é uma jornalista investigativa americana do Miami Herald, mais conhecida por cobrir a história de tráfico sexual em torno de Jeffrey Epstein, que em 2008 foi autorizado a se declarar culpado de dois crimes de prostituição em nível estadual. Ela recebeu vários prêmios, incluindo dois prêmios George Polk.

## Início da vida e carreira
Brown foi criada perto de Filadélfia, Pensilvânia, por uma mãe solteira. Ela saiu de casa aos dezesseis anos e trabalhou em empregos servis antes de frequentar a faculdade. Formou-se magna cum laude pela Universidade Temple em 1987 com um diploma em jornalismo.
Após a faculdade, Brown trabalhou para o Philadelphia Daily News antes de ingressar no Miami Herald, um jornal diário de propriedade da McClatchy Company, por volta de 2000.
Enquanto esteve no Miami Herald, Brown passou quatro anos investigando padrões de abuso no sistema prisional da Flórida. Seu trabalho de reportagem levou a uma investigação federal de 2018 sobre violações de direitos civis na Instituição Correcional Lowell, na Flórida Central.
Brown foi creditada pela reabertura do caso de abuso sexual de Jeffrey Epstein com uma série de matérias publicadas em novembro de 2018. Ela começou a investigar Epstein no início de 2017 e persistiu em descobrir fatos sobre o grande número de acusadores e a campanha de pressão para silenciá-los. Brown descobriu oitenta vítimas em potencial (entre treze e quatorze anos quando o abuso ocorreu) e documentou os oito indivíduos que concordaram em contar suas histórias. Em 2008, Epstein foi autorizado a se declarar culpado de apenas dois crimes de prostituição em nível estadual, mesmo que o sexo com meninas menores de idade tenha ocorrido legalmente. O acordo secreto que o então advogado dos EUA Alex Acosta fez com Epstein fez desaparecer as acusações federais de tráfico sexual, encerrou uma investigação do FBI que poderia ter descoberto dezenas de vítimas e concedeu imunidade a todos os possíveis co-conspiradores, uma cláusula que supostamente protegia homens poderosos. Suas reportagens de 2018 sobre o acordo e o papel de Acosta desencadearam críticas ao mesmo, que já havia se tornado secretário de trabalho dos Estados Unidos, e havia pressão para que ele se demitisse. Ele acabou renunciando depois que Epstein foi preso e acusado em julho de 2019. Após a prisão de Epstein, muitos comentaristas teceram elogios a ela e ao Herald por suas reportagens. "É o que acontece quando uma repórter se recusa a desistir de uma história", escreveu a Columbia Journalism Review no Twitter após a prisão de Epstein. Geoffrey Berman, promotor federal do Distrito Sul de Nova Iorque, também comentou em uma entrevista coletiva que sua equipe havia sido "auxiliada por um excelente jornalismo investigativo". Mas ela twittou em resposta "Os verdadeiros heróis aqui foram as vítimas corajosas que enfrentaram seus medos e contaram suas histórias". Os artigos de Brown foram compilados sob o título "Perversão da Justiça" e ressurgiram nas mídias sociais.
Brown está trabalhando em um livro sobre Epstein que também servirá de base para uma série da HBO produzida por ela, junto com Kevin Messick e Adam McKay.

## Prêmios
Brown ganhou o Prêmio George Polk de 2014 de Repórter Investigativa da Universidade de Long Island por ser "Cruel e Incomum", com sua série de artigos sobre "os maus tratos brutais, às vezes fatais, a presos da Flórida com doenças mentais".
Brown recebeu um segundo Prêmio George Polk como Repórter Investigativa em 2018 por seu jornalismo investigativo sobre "Perversão da Justiça". Sua série cobriu o extenso número de acusadores no caso Epstein e o papel do promotor federal Alex Acosta, que permitiu um acordo de não acusação que protegia quatro conspiradores nomeados e "concedeu imunidade a todos os possíveis co-conspiradores, uma condição que parecia proteger o homens poderosos com quem Epstein festejou".
Em abril de 2019, Alan Dershowitz (um associado de Epstein que foi um de seus advogados durante sua investigação criminal em 2006-2008) tentou pressionar o comitê do prêmio Pulitzer a calar Brown e o Miami Herald por suas reportagens investigativas que reabriram o caso Epstein. Em uma carta aberta, Dershowitz escreveu que Brown não deveria ser recompensada por seu trabalho. Ela não foi. No início de sua reportagem investigativa sobre Epstein, Brown havia sido advertida pelo ex-chefe de polícia Michael Reiter a esperar uma reação, enquanto outros membros da mídia que tentavam reportar sobre Epstein haviam sido transferidos após uma ligação telefônica para o editor. Reiter declarou: "Alguém vai ligar para o seu editor e, em seguida, você sabe que será designada para o departamento de obituários".
Brown recebeu o prêmio Neil e Susan Sheehan de 2019 do National Press Club Journalism Institute por jornalismo investigativo em outubro de 2019.
Em dezembro de 2019, Brown e sua colega do Miami Herald, Emily Michot, foram reconhecidas em conjunto por sua série de cinco partes "Perversão da Justíça", com um Prêmio Sidney, o Prêmio Hillman de Jornalismo no Bem Comum, da Fundação Sidney Hillman.

## Vida pessoal
Brown tem dois filhos, uma filha e um filho.